# داچیا ۱۳۲۰

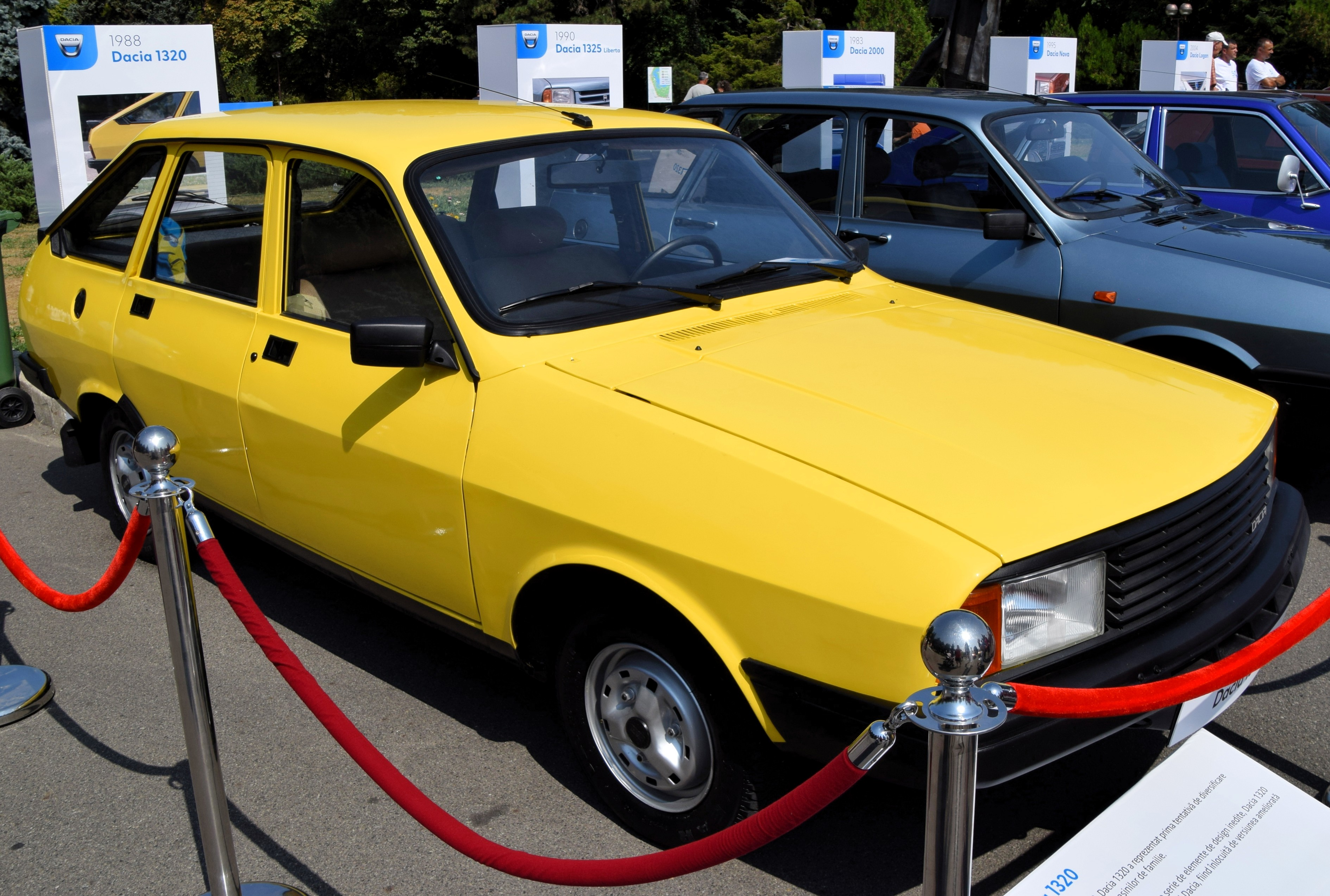
داچیا ۱۳۲۰ که به مناسبت ‌‌پنجاهمین سالگرد افتتاح کارخانه داچیا در پارک هراسترو به نمایش گذاشته شد.

داچیا ۱۳۲۰ (Dacia ۱۳۲۰) خودرویی است که در سال‌های ۱۹۸۷—۱۹۹۰در رومانی تولید شده‌است.
این خودرو در کلاس خودرو کامپکت قرار گرفته و طراحی آن خودروهای موتور جلو-محور جلو بوده‌است. سیستم جعبه‌دندهٔ آن ۵ دنده به صورت دستی است.